# Grand Prix du Morbihan 2022
Il Grand Prix du Morbihan 2022, quarantacinquesima edizione della corsa, valevole come ventiduesima prova dell'UCI ProSeries 2022 categoria 1.Pro e come ottava prova della Coppa di Francia, si è svolta il 14 maggio 2022 su un percorso di 185,4 km, con partenza e arrivo a Grand-Champ, in Francia. La vittoria fu appannaggio del francese Julien Simon, il quale completò il percorso in 4h24'58", alla media di 41,983 km/h, precedendo il norvegese Alexander Kristoff e il britannico Jake Stewart.
Sul traguardo di Grand-Champ 84 ciclisti, su 142 partiti dalla medesima località, portarono a termine la competizione.

## Squadre e corridori partecipanti
| N.      | Cod. | Squadra                  |
| ------- | ---- | ------------------------ |
| 1-7     | GFC  | Groupama-FDJ             |
| 11-17   | ACT  | AG2R Citroën Team        |
| 21-27   | COF  | Cofidis                  |
| 31-37   | IWG  | Intermarché-Wanty-Gobert |
| 41-47   | LTS  | Lotto Soudal             |
| 51-57   | UAD  | UAE Team Emirates        |
| 61-66   | ARK  | Team Arkéa-Samsic        |
| 71-77   | TEN  | TotalEnergies            |
| 81-87   | BBK  | B&B Hotels-KTM           |
| 91-97   | CJR  | Caja Rural-Seguros RGA   |
| 101-107 | EUS  | Euskaltel-Euskadi        |

| N.      | Cod. | Squadra                          |
| ------- | ---- | -------------------------------- |
| 111-117 | BWB  | Bingoal Pauwels Sauces WB        |
| 121-127 | EKP  | Equipo Kern Pharma               |
| 131-137 | BBH  | Burgos-BH                        |
| 141-147 | UXT  | Uno-X Pro Cycling Team           |
| 151-157 | AUB  | St Michel-Auber 93               |
| 161-167 | UNA  | Team U Nantes Atlantique         |
| 171-177 | NMC  | Nice Métropole Côte d'Azur       |
| 181-187 | GRL  | Go Sport-Roubaix Lille Métropole |
| 191-197 | BAI  | Bike Aid                         |
| 201-207 | PTU  | Premier Tech U23 Cycling Project |

## Ordine d'arrivo (Top 10)
| Pos. | Corridore          | Squadra       | Tempo    |
| ---- | ------------------ | ------------- | -------- |
| 1    | Julien Simon       | TotalEnergies | 4h24'58" |
| 2    | Alexander Kristoff | Intermarché   | s.t.     |
| 3    | Jake Stewart       | Groupama      | s.t.     |
| 4    | Amaury Capiot      | Arkéa         | s.t.     |
| 5    | Luca Mozzato       | B&B           | s.t.     |
| 6    | Eddy Finé          | Cofidis       | s.t.     |
| 7    | Clément Venturini  | AG2R          | s.t.     |
| 8    | Flavien Maurelet   | St Michel     | s.t.     |
| 9    | Florian Vermeersch | Lotto         | s.t.     |
| 10   | Jonathan Lastra    | Caja Rural    | s.t.     |